# Tamara Ryłowa
Tamara Nikołajewna Ryłowa (ros. Тамара Николаевна Рылова, ur. 1 października 1931 w Wołogdzie, zm. 1 lutego 2021 w Petersburgu) – rosyjska łyżwiarka szybka reprezentująca ZSRR, brązowa medalistka olimpijska i wielokrotna medalistka mistrzostw świata.

## Kariera
Pierwszy sukces w karierze Tamara Ryłowa osiągnęła w 1955, kiedy zdobyła srebrny medal podczas wielobojowych mistrzostw świata w Kuopio. W zawodach tych rozdzieliła dwie rodaczki: Rimmę Żukową i Sofję Kondakową. W tej samej konkurencji zdobyła też: złoty medal podczas MŚ Swierdłowsku (1959), srebrne na MŚ w Imatrze w (1957), MŚ w Kristinehamn w (1958) i MŚ w Östersund w (1960) oraz brązowe na MŚ w Kvarnsveden (1956) i MŚ w Kristinehamn (1964). W 1960 wzięła także udział igrzyskach olimpijskich w Squaw Valley, gdzie zdobyła brązowy medal w biegu na 1000 m. Wyprzedziły ją jedynie Helga Haase z NRD i kolejna reprezentantka ZSRR, Kłara Gusiewa. Na tych samych igrzyskach była też dziewiąta na dystansie 3000 m oraz czwarta w biegu na 500 m, przegrywając walkę o podium z Amerykanką Jeanne Ashworth. Wielokrotnie zdobywała mistrzostwo ZSRR kraju, w tym w wieloboju zwyciężała w latach 1955, 1957, 1959 i 1960, na 500 m w latach 1955–1960 i 1964, na 1000 m w latach 1955, 1957 i 1963, na 3000 m w 1959 oraz na 5000 m w 1955.
Ustanowiła cztery rekordy świata (w tym jeden nieoficjalny).